# Mare crudele
Mare crudele (The Cruel Sea) è un film del 1953 diretto da Charles Frend.
Il regista era allievo di Alfred Hitchcock.

## Trama
Durante la Seconda guerra mondiale, il capitano di corvetta Ericson, dopo essere stato richiamato in servizio assume il comando della HMS Compass Rose, una corvetta classe Flower della marina britannica, con lo scopo di proteggere i convogli in mare aperto. Il primo problema a cui il Comandante deve fare fronte è la mancanza di esperienza di gran parte del suo equipaggio, tuttavia, grazie ai suoi sforzi e alle sue abilità di comando, la nave riesce ad attraversare diverse volte l'Oceano Atlantico senza problemi, permettendo così all'equipaggio e agli ufficiali di ottenere maggiore esperienza e diventare un ottimo gruppo di commilitoni affiatati tra loro. Dopo tre anni di servizio nella scorta dei convogli, la nave viene silurata da un U-Boot tedesco che causerà la morte di gran parte dell'equipaggio.
Dopo aver avuto il comando di una nuova unità, la HMS Saltash Castle, il Comandante Ericson tornerà a scortare i convogli in mare ma questa volta, di fronte ad un nuovo attacco di un sommergibile tedesco, avrà la meglio, vendicando il suo precedente equipaggio.

## Riconoscimenti
Nel 1999 il British Film Institute l'ha inserito al 75º posto della lista dei migliori cento film britannici del XX secolo.